# Dialekty mezopotamskie języka arabskiego

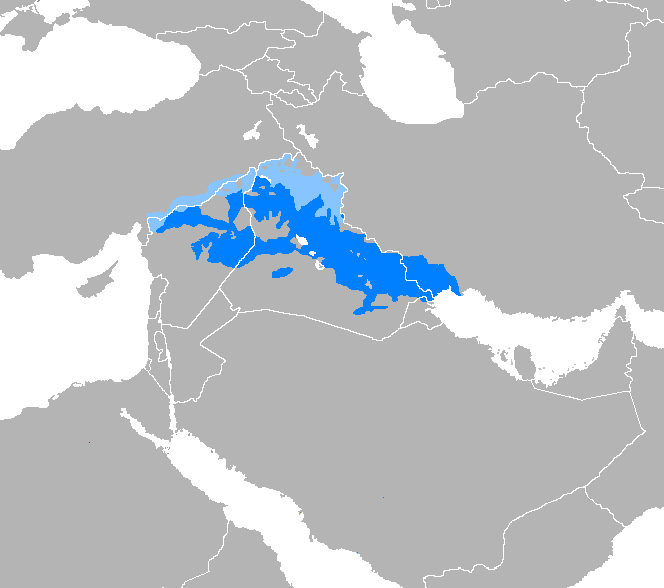

Dialekty mezopotamskie języka arabskiego, dialekty irackie (arab. ‏لهجات عراقية‎) – dialekty należące do wschodniej grupy dialektów języka arabskiego. Są używane głównie na terenie Iraku oraz we wschodniej Syrii. Ze względu na dużą populację irackich imigrantów są coraz częściej spotykane w Jordanii.
Ze względu na wymowę dialekty mezopotamskie można podzielić na:
1. dialekty typu qəltu
2. dialekty typu gilit

Wśród ogólnych cech dialektów mezopotamskich na uwagę zasługuje afrykatyzacja „k” (najczęściej jeśli po spółgłosce „k” występuje samogłoska „i” lub w wygłosie), które przechodzi w głoskę „č” (kulkunna → kulčenn lub ummuki → ummuč), zmianę dyftongu „ay” w „ye” (bayt → byet). Zmiany dotyczą w największym stopniu wyrazów najczęściej używanych. Nie bez znaczenia jest tu także geografia (np. „k” jest częściej palatalizowane na południu Iraku), czynniki społeczne, sytuacja. Często osoby lepiej wykształcone posługują się językiem bardziej zbliżonym do literackiego, choć nie jest to regułą. Dialekty typu gilit są używane głównie przez ludność muzułmańską, prawdopodobnie ze względu na jej beduińskie pochodzenie, w przeciwieństwie do dialektów typu qəltu rozpowszechnionych wśród chrześcijan (Mosul), będących potomkami dawnej ludności osiadłej.